# Simon Elisor
Simon Elisor, né le 22 juillet 1999 à Périgueux, est un footballeur français, qui joue au poste d'avant-centre au FC Famalicão.

## Biographie
Simon Elisor commence sa carrière au Istres FC où il découvre le championnat de National 3, avant de rejoindre l'AC Ajaccio, d'abord en intégrant l'équipe réserve, également en cinquième division.
Il dispute son premier match avec l'équipe première le 29 août 2020 lors d'un match de Ligue 2 au Stade Malherbe Caen, en remplaçant Faïz Mattoir à vingt minutes du terme. Il inscrit son premier but en professionnel lors d'une lourde défaite à l'AJ Auxerre, cinq buts à un, le 3 octobre 2020.
Le 26 janvier 2021, il signe son premier contrat professionnel avec l'AC Ajaccio, et est par la même occasion prêté au FC Sète, en National. Lors de la saison 2021-2022, il est prêté au FC Villefranche Beaujolais, et inscrit dix-sept buts en trente-quatre matchs de National, dont treize sur les quatorze dernières journées. Il remporte d'ailleurs le titre de meilleur joueur du mois d'avril, au cours duquel il inscrit cinq buts.
Le 11 juillet 2022, il rejoint pour quatre saisons le club de première division belge du RFC Seraing. D'abord titularisé, il perd du temps de jeu au fil de la première partie de saison et est prêté en janvier 2023 jusqu'à la fin de la saison au Stade lavallois, en Ligue 2. En fin de saison, il se montre décisif à de nombreuses reprises, avec notamment un doublé contre le SC Bastia le 6 mai.
Le 5 juillet 2023, il est transféré au Football Club de Metz où il signe jusqu'en 2026. Il découvre la Ligue 1 en prenant part à quatorze rencontre et en marque lors d'une victoire trois buts à un contre le FC Nantes. Il est prêté le 10 janvier 2024 à l'ES Troyes AC alors en Ligue 2 avec option d'achat.
Troyes descendu en National 1, ce dernier ne lève finalement pas l'option d'achat du joueur qui retourne au FC Metz. Malgré la relégation du club en Ligue 2, il joue peu et lors du mercato hivernal 2025, le joueur est transféré au FC Famalicão, club de première division portugaise, pour un montant d'environ 700 000€ au FC Metz (+200 000€ en bonus).